# Reykjafoss
Der Reykjafoss ist ein Wasserfall im Nordwesten von Island.
Dieser Wasserfall liegt südlich der Ringstraße bei Varmahlíð und ist von dort über den Skagafjarðarvegur  zu erreichen. Die Svartá stürzt hier um 20 m in zwei und mehr Stufen in die Tiefe. Flussabwärts wird sie zum Húseyjarkvísl und mündet in die Héraðsvötn.